# Jowai
Jowai (de vegades Jwai) és una ciutat i municipi de Meghalaya, Índia, capital del districte de Jaintia Hills (del febrer de 1972 al 14 de juny de 1973 es va dir districte de Jowai). La població majoritaria són els pnars (un grup khasi) seguits dels santengs o jainties. Està a la part alta d'un altiplà rodejat per tres costats pel riu Myntdu tenint al sud Bangladesh a uns 50 km, i està a una altura de 1.380 metres. Segons el cens del 2001 la població de la ciutat era de 25.023 habitants.